# Mogrus cognatus
Mogrus cognatus är en spindelart som beskrevs av Wesolowska, van Harten 1994. Mogrus cognatus ingår i släktet Mogrus och familjen hoppspindlar. Inga underarter finns listade i Catalogue of Life.